# Luuk Gruwez
Luuk Gruwez est un poète, prosateur et essayiste belge d'expression néerlandaise né à Courtrai le 9 août 1953.
En 2009, le prix Herman de Coninck du public lui est décerné pour le poème Moeders (« Mères »), extrait de Lagerwal.

### Poésie
- 1973 - Stofzuigergedichten
- 1977 - Ach, wat zacht geliefkoos om een mild verdriet
- 1981 - Een huis om dakloos in te zijn
- 1985 - De feestelijke verliezer
- 1990 - Dikke mensen
- 1994 - Vuile manieren
- 1996 - Bandeloze gedichten (anthologie)
- 2000 - Dieven en geliefden
- 2005 - Allemansgek
- 2008 - Lagerwal
- 2010 - Garderobe (anthologie)
- 2010 - Cosas perdidas
- 2012 - Wijvenheide

### Prose
- 1992 - Onder vier ogen. Siamees dagboek (avec Eriek Verpale)
- 1994 - Het bal van opa Bing
- 1998 - Het land van de wangen
- 2002 - De maand van Maria. Vier vrouwenvertellingen
- 2007 - Psillo
- 2011 - Krombeke Retour/Deerlijk Retour

### Essai et chroniques
- 1999 - Slechte gedachten (chroniques)
- 2004 - Een stenen moeder (chroniques)
- 2009 - Pizza, peperkoek & andere geheimen

### Traduction française
- Poèmes dissolus, traduction de poèmes extraits de Vuile manieren, Bandeloze gedichten, Dieven en geliefden et Allemansgek par Marnix Vincent, Le Castor Astral, coll. « Escales du Nord », 2005 (édition bilingue)